# Disney XD
Disney XD is een Amerikaans digitaal kabeltelevisiekanaal eigendom van The Walt Disney Company, dat meestal animatieseries voor kinderen uitzendt.
Het netwerk werd gelanceerd op 13 februari 2009 als de opvolger van Toon Disney.
De doelgroep zijn jongens in de leeftijden van 6 tot 14 jaar oud, hoewel het ook programma's heeft voor oudere jongens.
Het kanaal wordt ook aangeboden met Spaans gesproken audio, via een apart kanaal dat verkocht wordt als onderdeel van een digitaal pakket van Spaanse zenders. Het wordt verkocht via kabelaanbieders en satellietaanbieders, of via een apart audiospoor met de SAP-optie, afhankelijk van het systeem.
Een high definition-feed van het netwerk wordt ook aangeboden via de meeste kabelproviders, satellietaanbieders en IPTV-aanbieders. De ABC/Disneynetwerken hebben een voorkeur voor 720p.
Vanaf 31 juli 2018 stopte de zender met uitzenden in België.

## Lokale versies
In 2009 lanceerde Disney lokale versies van Disney XD in Latijns-Amerika, De Scandinavische landen, Frankrijk, Polen, Duitsland, het Verenigd Koninkrijk en Ierland. In alle landen vervangt het Toon Disney en/of Jetix.

#### Nederland en Vlaanderen
Sinds 1 januari 2010 is Jetix in Nederland vervangen door Disney XD.
Per 1 mei 2025 werd de zender omgedoopt naar Disney Jr.

## Programma's

### Originele programmering
- Aaron Stone
- Kick Buttowski: Durfal met lef
- I'm in the band [7]
- Star vs. de Kracht van het Kwaad
- Zeke & Luther'

### Coproducties
- Jimmy Two-Shoes
- Kid vs. Kat

### Disney-programmering
- American Dragon: Jake Long
- A For Awesome
- Crash en Bernstein
- Cory in the House
- Rekkit Rabbit
- The Emperor's New School
- Even Stevens
- The Famous Jett Jackson
- Fillmore!
- Fort Boyard junior
- Gargoyles
- Get Ed
- Huntik: Secrets & Seekers
- Inazuma Eleven
- Jimmy Two-Shoes
- Kickin' it
- Kid vs. Kat
- Lab Rats
- The Legend of Tarzan
- Milo Murphy's Wet
- Power Rangers
- Phil of the Future
- Phineas and Ferb
- Recess
- De Vervangers
- The Suite Life of Zack & Cody
- The Suite Life on Deck
- Super Robot Monkey Team Hyperforce Go!
- Yin Yang Yo![8]

### Andere programma's
- A.T.O.M.
- The Avengers
- Batman
- Chaotic
- Casper's Griezelschool
- Darkwing Duck
- De leeuwenwacht
- Digimon Data Squad
- Ducktales
- Fantastic Four
- Galactik Football
- Knabbel en Babbel Rescue Rangers
- The Fresh Prince of Bel-Air
- The Incredible Hulk
- Iron Man
- Jackie Chan Adventures
- Legend of the Dragon
- Monster Buster Club
- Oban Star-Racers
- Pinky and the Brain
- Pucca
- Pokémon
- Silver Surfer
- The Spectacular Spider-Man
- Spider-Man
- Spider-Man and His Amazing Friends
- Spider-Man Unlimited
- Static Shock
- Superman
- What's with Andy?
- X-Men
- X-Men: Evolution